# Удружење филмских глумаца Србије
Удружење филмских глумаца Србије (УФГС) је добровољно, невладино и непрофитно удружење које окупља професионалне филмске глумце Србије ради остваривања заједничких циљева у области развоја и афирмације уметности глумаца на филму и њему сличним медијима; развоја и унапређења филмске културе, уметности и стваралаштва; унапређења и стимулисања креативног рада глумаца у филмској уметности и њој случним медијима; остваривања појединих и заједничких права и интереса филмских глумаца, чланова Удружења. 
Канцеларија Удружења филмских глумаца Србије налази се у улици Булевар Краља Александра 26/I, Београд, Србија

## Историја Удружења

### Оснивање
Удружење филмских глумаца Србије настало је из Удружења слободних филмских глумаца Југославије основаног 1966. године, и иницијативом слободних глумаца ангажованих на филму ради оснивања самосталне организације мотивисане потребом да се – у то време веома развијеном филмском продукцијом – регулишу статусна, социјална, ауторска и друга питања глумаца на филму који у том периоду на југословенском простору нису имали дефинисан одговарајући статус.
Јула 1966. године, у Пули иницирана је и одржана Оснивачка Скупштина Удружења слободних (ван радног односа) филмских глумаца Југославије које су чинили: Стојан Аранђеловић, Миха Балох, Деса Берић, Деметар Битенц, Милан Босиљчић-Бели, Душан Булајић, Антун Врдољак, Јанез Врховец, Павле Вуисић, Александар Гаврић, Борис Дворник, Милена Дравић, Душица Жегарац, Бата Живојиновић, Јелена Јовановић-Жигон, Илија Ивезић, Душан Јанићијевић, Јован Јанићијевић-Јанаћко, Ана Карић, Оливера Марковић, Раде Марковић, Владимир Медар, Војислав Мирић, Ђорђе Ненадовић, Мирјана Николић, Аленка Ранчић, Јован Ранчић, Љубиша Самарџић, Драгомир Фелба, Хусеин Чокић, Абдурахман Шаља и Никша Штефанини.
Удружење је имало три регионалне секције: у Београду, Загребу и Љубљани. Ове секције покривале су и слободне глумце у Македонији, Црној Гори и БиХ. 

### Од 1991. до данас
1991. године је из Статута УСФГС, променом друштвених околности избачена реч „самостални“, тако да је Удружење преименовано у Удружење филмских глумаца Србије, и Удружење отвара врата свим глумцима који играју на филму, с тим што су многи чланови веома успешно наступали и у другим медијима.
Од свог настанка Удружење се стара и ангажује око остваривања радних, статусних, ауторских, социјалних и других права и услова, како својих чланова тако и свих уметника – извођача на медијима, носиоцима слике и тона, трудећи се да својим деловањем сачува достојанство глумачке професије и њено место у друштву. 
Током својег вишегодишњег ангажовања и активности Удружење је окупљало и у њему своје активности остваривале су све генерације глумаца на филму и њему сличним медијима. При чему су тим ангажовањем дефинисале и свој статус и положај како у делатности и култури тако и у друштву у целини. Чланови Удружења у свим генерацијама носиоци су и највиших награда и признања за своја остварења на филму некада на простору Југославије а касније у Републици Србији.
Данас Удружење окупља и стара се и положају и статусу око стотину активних филмских глумаца, већином средње и млађе генерације, који у медијској продукцији имају претежно и значајно место. 

## Фестивал глумачких остварења домаћег играног филма „Филмски сусрети“ - Ниш
1966. године Удружење са приказивачком организацијом СЛАВИЦА ФИЛМ из Ниша оснива (смотру) Фестивал глумачких остварења југословенског играног филма – „Филмски сусрети“ (данас Фестивал глумачких остварења домаћег играног филма „Филмски сусрети“ - Ниш). До данашњег дана то је остала најзначајнија активност и брига Удружења која траје већ 45 година. Овај Фестивал јединственог је карактера у свету јер награђије искључиво глумачка остварења на филму и њему сличним медијима, а данас представља најтрајнију и најзначајнију филмску манифестацију у Републици Србији. Сличних иницијатива по овом узору било је и у другим државама (СССР, ЧСР) али се нису успеле дуже одржати. 

### Награда „Славица“
1981. године УФГС иницира награду СЛАВИЦА која се додељује за изузетан допринос уметности глуме у југословенском филму. Награда је додељивана одлуком ширег ЈУ тела а носиоци су: Драгомир Фелба (1981), Павле Вуисић (1982), Стојан Аранђеловић (1983), Берт Столар (1984), Антун Налис (1985), Ацо Јовановиски (1986), Оливера Марковић (1987), Јанез Врховец (1985), Раде Марковић (1989), Борис Дворник (1990), Петре Прличко (1991), Душан Јанићијевић (1992), Јован Јанићијевић (1992-постхумно), Бата Живојиновић (1993). 

### Награда „Павле Вуисић“
Од 1994. године Удружење додељује награду под именом ПАВЛЕ ВУИСИЋ у спомен на глумца Павла Вуисића. По правилима о додели одлуку о добитницима доноси жири који чине претходни носиоци награде: Милена Дравић (1994), Љубиша Самарџић (1995), Љуба Тадић (1996), Миливоје Мића Томић (1997), Данило Бата Стојковић (1998), Душица Жегарац (1999), Драган Николић (2000), Александар Берчек (2001), Бора Тодоровић (2002), Ружица Сокић (2003), Предраг Мики Манојловић (2004), Никола Симић (2005), Петар Краљ (2006), Мира Ступица (2007), Мира Бањац (2008), Богдан Диклић (2009) и Неда Арнерић (2010).

### Остале иницијативе у оквиру „Филмских сусрета“ - Ниш
Током Филмских сусрета у Нишу уручено је више од четрдесет монографија добитника поменутих награда и других публикација везаних за фестивал и глумце. Осим тога урађен је велики број документарних филмских сторија о носиоцима награда СЛАВИЦА и ПАВЛЕ ВУИСИЋ.

## Други облици деловања
Током година многи филмски пројекти потекли су или подржани из Удружења, као што су: 
„Дечак и виолина“, „Позоришна веза“, „Игмански марш“, „Последња трка“, „Маховина на асфалту“, „Сунцокрети“, „Дервиш и смрт“ као и бројни други.
У оквиру своје делатности Удружење је подржало и иницијативе за сценску делатност и реализовалонеколико значајних пројеката: „Кир Јања“ (као самостална позоришна група) „Кабарет“ у извођењу Микија Крстовића, „Мааарш“ у извођењу Микија Крстовића и Мирјане Карановић, „Поп Ћира и поп Спира“, позоришна представа „Покварењак“ и сл. 
Посебно ангажовање Удружења карактеришу активности делегираних чланова и представника у организацијама, телима и органима установа културе, као и акцијама од културног и ширег значаја: у СИЗ-овима, управним телима, саветима, уметничким већима, органима других фестивала (Фестивал филмског сценарија у Врњачкој Бањи, Филмски фестивал у Сопоту, Филмски фестивал у Херцег Новом), затим као носилац координације око утврђивања термина и пријаве филмова за филмске фестивале на простору Републике Србије. 
Чланови Удружења и службе организују и реализују републичку промотивно културну акцију „Уметници прузи Београд-Бар“.